# Paso Ocote
Paso Ocote är en ort i Mexiko.   Den ligger i kommunen Santa María Tonameca och delstaten Oaxaca, i den sydöstra delen av landet, 500 km sydost om huvudstaden Mexico City. Paso Ocote ligger 208 meter över havet och antalet invånare är 213.
Terrängen runt Paso Ocote är kuperad åt nordost, men åt sydväst är den platt. Runt Paso Ocote är det ganska glesbefolkat, med 45 invånare per kvadratkilometer. Närmaste större samhälle är Piedra del Sol, 9,1 km öster om Paso Ocote. Omgivningarna runt Paso Ocote är en mosaik av jordbruksmark och naturlig växtlighet.